# Довга Марія Леонтіївна
Марі́я Лео́нтіївна До́вга (12 лютого 1911, село Новоселівка, тепер Подільського району Одеської області — після 1997, село Новоселівка, тепер Подільського району Одеської області) — українська радянська діячка, ланкова колгоспу і радгоспу «Шлях до комунізму» Котовського району Одеської області. Депутат Верховної Ради СРСР 5—6-го скликань.

## Біографія
Народилася в бідній селянській родині. Закінчила сільську початкову школу. Працювала у власному сільському господарстві.
З 1930 року — колгоспниця, у 1944—1961 роках — ланкова рільничої ланки колгоспу «Шлях до комунізму» села Новоселівки Котовського району Одеської області. Вирощувала високі врожаї цукрових буряків та кукурудзи.
Член ВКП(б) з 1951 року.
З 1961 року — ланкова буряківничої бригади радгоспу «Шлях до комунізму» села Новоселівки Котовського району Одеської області.
З 1965 року — на пенсії в селі Новоселівка Котовського (тепер — Подільського) району Одеської області.

## Нагороди
- три ордени Леніна (1949, 1950, 26.02.1958)
- медаль «За доблесну працю у Великій Вітчизняній війні 1941—1945 рр.»
- Велика золота медаль Всесоюзної сільськогосподарської виставки
- медалі
- Почесна грамота Президії Верховної Ради Української РСР (7.03.1960)